# Gracillaria japonica
Gracillaria japonica är en fjärilsart som beskrevs av Tosio Kumata 1982. Gracillaria japonica ingår i släktet Gracillaria och familjen styltmalar. Inga underarter finns listade i Catalogue of Life.